# Dirk Smits
Dirk Smits (Rotterdam, 20 juni 1702 — Hellevoetsluis, 25 april 1752) was een Rotterdams dichter, vooral bekend door zijn gedichtenbundel De Rottestroom.

## Biografie
Dirk Smits was de oudste zoon van Michiel Smits en Elizabeth Meeuwels. Na het bezoek van de school werkte hij op een koopmanskantoor en vervolgens tot 1746 als ambtenaar bij de wijnbelasting. Al vanaf zijn vroege jeugd maakte hij bij verschillende gelegenheden gedichten. In 1733 trad hij in Haarlem in het huwelijk met Kornelia Kloribus, met wie hij acht kinderen kreeg maar waarvan er twee jong stierven. In 1737 publiceerde hij zijn eerste werk Israëls Baälfegors dienst of gestrafte wellust in drie bundels. In 1741 volgde Mengeldichten en in 1743 de uitgave van Over de poëtische verrukking. Vanaf 1746 werkte hij voor de admiraliteit te Hellevoetsluis. In 1750 publiceerde hij zijn gedichtenbundel De Rottestroom, die hij aan stadhouder Willem IV opdroeg. Eind maart 1752 werd hij door een hond in zijn been gebeten en hoewel de hond niet hondsdol was overleed hij op 25 April 1752 aan de gevolgen daarvan. Hij is in Hellevoetsluis begraven. De drie bundels Nagelaten gedichten werden in 1753-1764 door Nikolaes Versteeg uitgegeven. In deel 3 beschrijft Versteeg uitvoerig het leven van Dirk Smits.

## Werken
- Israëls Baälsfegors dienst of gestrafte wellust (1737, drie bundels)
- Mengeldichten (1741)
- Over de poëtische verrukking (1743)
- De Rottestroom (1750)
- Nagelaten gedichten (1753-1764, postuum in drie bundels)

## Varia
- De Dirk Smitsstraat (een zijstraat van de Linker Rottekade) in Rotterdam is naar hem vernoemd.
- De Dirk Smitskade (de kade van de Willem-Alexander Baan achter de Vijfhuizen) in de gemeente Zuidplas is naar hem vernoemd.

- Digitale Bibliotheek voor de Nederlandse Letteren: smit029
- Gemeinsame Normdatei: 1019726326
- International Standard Name Identifier: 0000 0003 6767 5021
- Library of Congress Control Number: no2013081453
- Nederlandse Thesaurus van Auteursnamen: 070007403
- Virtual International Authority File: 231916756
- WorldCat: E39PBJc3CcYr7kTY49FVJmBVmd